# Love It If We Made It
‘Love It If We Made It’는 잉글랜드의 인디 록 밴드 The 1975의 노래로, 2018년에 발매한 밴드의 세 번째 정규 음반 “A Brief Inquiry into Online Relationships”에 수록되었다. 2018년 7월 19일 더티 히트와 폴리도르 레코드를 통하여 음반에서 두 번째로 싱글컷이 된 곡이다. The 1975의 전 멤버가 모두 작사 및 작곡에 참여하였으며, 리드 보컬리스트 매튜 힐리와 드러머 조지 대니얼은 프로듀싱에도 참여하였다. ‘Love It If We Made It’은 일렉트로팝, 팝, 펑크, 인더스트리얼, 뉴 웨이브가 혼합된 곡이며, 강한 드럼 비트와 신스의 소리가 나는 것이 특징이다. 또한 사회적 풍토를 비판하고, 미국에서 일어난 무릎 꿇기 저항이나 래퍼 릴 피프의 사망 등 여러 정치 및 문화적 소식을 암시하는 듯한 가사로 이루어져있다.
노래는 음악 평단으로부터 폭넓은 찬사를 받았으며, 특히 가사에 대한 많은 극찬이 있었다. 한편 피치포크, 페이더, 뉴욕 타임스의 존 파렐레스를 포함해 수많은 올해의 노래 목록에 꼽히게 되었다. 2018년 8월 12일에는 스포티파이를 통하여 뮤직 비디오가 공개되었고, 그 다음 달에는 애덤 포웰이 감독한 두 번째 뮤직 비디오가 나왔다. 상업적으로도 빌보드 얼터너티브 송 차트에서 6위를 찍으면서, 2016년 5위까지 올라섰던 ‘Somebody Else’에 이어 밴드가 얼터너티브 송 차트에서 기록한 두 번째로 높은 성적의 곡이 되었다.

## 배경, 과정 및 발매
나는 의견을 표출하는 게 아니야. 소리를 지른 건 내가 하는 말 때문에 화가 나서 하는 말처럼 들리지만, 그냥 일어난 일을 나열한 것 뿐이다.

The 1975의 드러머인 조지 대니얼은 ‘Love It If We Made It’의 악기 버전을 2015년에 작곡하였다. 하지만 리드 보컬리스트인 매튜 힐리는 웹사이트 지니어스에 작사와 작곡은 2017년 6월 “I Like It When You Sleep Tour”가 진행될 당시 비행기에서 그 과정이 진행되었다고 주석을 달았다. 힐리는 ‘Love It If We Made It’, ‘Mine’과 ‘I Couldn't Be More in Love’의 악기 버전 작곡이 끝난 후 "우리는 우리가 원하는 것은 무엇이든 할 수 있고 원하는 곡은 무엇이든 만들 수 있다는 것을 알았다."고 설명하였고, 결과적으로 2016년부터 2018년까지 프린스의 ‘Sign "☮︎" the Times’와 유사한 곡을 만들기로 결정하였다. 이어서 힐리는 밴드가 "주관적일 수 없기 때문에 객관적일 수밖에 없는" 저항적인 노래보다는 "아주 모던"적인 곡을 만들기를 원했다고 밝혔다. 이 노래는 소피스티 팝 그룹인 블루 나일, 특히 1989년에 발표한 음반 “Hats”에 많은 영감을 받았고, 힐리는 이 노래의 사운드를 "스테로이드를 한 블루 나일"이라고 묘사하였다.

## 평가

### 연말 목록
| 매체                 | 순위 | 출처   |
| -------------------- | ---- | ------ |
| 컨시퀀스 오브 사운드 | 44   | [ 7 ]  |
| 에스콰이어           | 빈칸 | [ 8 ]  |
| 링어                 | 1    | [ 9 ]  |
| 가디언               | 10   | [ 10 ] |
| 하이스노비어티       | 34   | [ 11 ] |
| 라인 오브 베스트 핏  | 2    | [ 12 ] |
| 뉴욕 타임스          | 1    | [ 13 ] |
| NPR                  | 9    | [ 14 ] |
| NME                  | 2    | [ 15 ] |
| 페이스트             | 48   | [ 16 ] |
| 피치포크             | 1    | [ 2 ]  |
| 롤링 스톤            | 20   | [ 17 ] |
| 스핀                 | 40   | [ 18 ] |
| 스릴리스트           | 9    | [ 19 ] |
| 업록스               | 5    | [ 20 ] |
| 벌처                 | 8    | [ 21 ] |

## 차트
| 차트 (2018)                         | 최고 순위 |
| ----------------------------------- | --------- |
| 아일랜드 (IRMA)                     | 35        |
| 스코틀랜드 (오피셜 차트 컴퍼니)     | 47        |
| 영국 싱글 (오피셜 차트 컴퍼니)      | 33        |
| 미국 얼터너티브 송 (《빌보드》)     | 6         |
| 미국 핫 록 & 얼터너티브 송 (빌보드) | 10        |
| 미국 록 에어플레이 (빌보드)         | 9         |

| 차트 (2018)            | 순위 |
| ---------------------- | ---- |
| 미국 핫 록 송 (빌보드) | 86   |

| 차트 (2019)                    | 순위 |
| ------------------------------ | ---- |
| 미국 얼터너티브 송 (빌보드)    | 31   |
| 미국 핫 록 송 (빌보드)         | 47   |
| 미국 록 에어플레이 송 (빌보드) | 36   |

## 발매 일정
| 국가           | 날짜            | 포맷            | 레이블    | 출처   |
| -------------- | --------------- | --------------- | --------- | ------ |
| 세계           | 2018년 7월 19일 | 스트리밍        | 더티 히트 | [ 32 ] |
| 오스트레일리아 | 2018년 7월 21일 | 디지털 다운로드 | 더티 히트 | [ 33 ] |
| 뉴질랜드       | 2018년 7월 21일 | 디지털 다운로드 | 더티 히트 | [ 34 ] |